# Teresa Nzola Meso Ba
Teresa Nzola Meso Ba (Luanda, 30 novembre 1983) è una triplista angolana naturalizzata francese.

## Carriera
Nativa dell'Angola, ha optato per il tricolore francese per l'attività agonistica a partire dal 2003. Prima del cambio è riuscita comunque ad entrare nella storia dei record del proprio paese stabilendo, nel 2002, la miglior prestazione nel salto triplo. Primato che detiene anche in Francia.

Ha preso parte a numerosi eventi internazionali tra cui i Giochi olimpici di Pechino 2008.

## Record nazionali
in Angola:
- salto triplo: 13,49 m (+1,8 m/s) ( Angers, 27 luglio 2002)

in Francia:
- salto triplo: 14,69 m (+2,0 m/s) ( Monaco di Baviera, 23 giugno 2007)
- salto triplo (indoor): 14,53 m (+1.8 m/s) ( Atene, 13 febbraio 2008)

## Palmarès
| Anno | Manifestazione          | Sede       | Evento       | Risultato | Prestazione | Note  |
| ---- | ----------------------- | ---------- | ------------ | --------- | ----------- | ----- |
| 2005 | Europei indoor          | Madrid     | Salto triplo | 16ª (q)   | 13,31 m     |       |
| 2005 | Europei under 23        | Erfurt     | Salto triplo | 8ª        | 13,47 m     |       |
| 2006 | Europei                 | Göteborg   | Salto triplo | 9ª        | 13,76 m     |       |
| 2007 | Europei indoor          | Birmingham | Salto triplo | Bronzo    | 14,49 m     | [ 1 ] |
| 2007 | Mondiali                | Osaka      | Salto triplo | 17ª (q)   | 13,94 m     |       |
| 2008 | Mondiali indoor         | Valencia   | Salto triplo | 9ª (q)    | 14,17 m     |       |
| 2008 | Giochi olimpici         | Pechino    | Salto triplo | 14ª (q)   | 14,11 m     |       |
| 2009 | Europei indoor          | Torino     | Salto triplo | 5ª        | 14,31 m     |       |
| 2009 | Europei a squadre       | Leiria     | Salto triplo | Oro       | 14,40 m     |       |
| 2009 | Giochi del Mediterraneo | Pescara    | Salto triplo | Argento   | 14,16 m     |       |
| 2009 | Mondiali                | Berlino    | Salto triplo | 9ª        | 13,79 m     |       |
| 2010 | Europei a squadre       | Bergen     | Salto triplo | 5ª        | 14,00 m     |       |
| 2013 | Europei a squadre       | Gateshead  | Salto triplo | 9ª        | 13,51 m     |       |
| 2013 | Giochi del Mediterraneo | Mersin     | Salto triplo | 7ª        | 13,36 m     |       |